# Eparchia di San Giosafat di Parma
L'eparchia di San Giosafat di Parma (in latino Eparchia Sancti Iosaphat Parmensis) è una sede della Chiesa greco-cattolica ucraina negli Stati Uniti d'America suffraganea dell'arcieparchia di Filadelfia. Nel 2022 contava 11.112 battezzati. È retta dall'eparca Bohdan John Danylo.
Non si confonda questa circoscrizione con l'eparchia di Parma della Chiesa greco-cattolica rutena, fondata nella stessa città nel 1969.

## Territorio
L'eparchia comprende i seguenti stati: Ohio, Kentucky, Tennessee, Mississippi, Alabama, Georgia, Florida, Carolina del Nord, Carolina del Sud, Virginia Occidentale e la parte occidentale della Pennsylvania fino al confine orientale delle contee di Potter, Clinton, Centre, Mifflin, Huntingdon e Fulton.
Sede eparchiale è la città di Parma, in Ohio.
Il territorio è suddiviso in 49 parrocchie.

## Storia
L'eparchia è stata eretta il 5 dicembre 1983 con la bolla Hoc Apostolicae di papa Giovanni Paolo II, ricavandone il territorio dall'arcieparchia di Filadelfia.

## Cronotassi dei vescovi
Si omettono i periodi di sede vacante non superiori ai 2 anni o non storicamente accertati.
- Robert Mikhail Moskal † (5 dicembre 1983 - 29 luglio 2009 dimesso)
  - Sede vacante (2009-2014)[1]
- Bohdan John Danylo, dal 7 agosto 2014

## Statistiche
L'eparchia nel 2022 contava 11.112 battezzati.
| anno | popolazione | popolazione | popolazione | presbiteri | presbiteri | presbiteri | presbiteri                | diaconi | religiosi | religiosi | parrocchie |
| anno | battezzati  | totale      | %           | numero     | secolari   | regolari   | battezzati per presbitero | diaconi | uomini    | donne     | parrocchie |
| ---- | ----------- | ----------- | ----------- | ---------- | ---------- | ---------- | ------------------------- | ------- | --------- | --------- | ---------- |
| 1990 | 11.935      | ?           | ?           | 37         | 37         |            | 322                       | 1       |           | 10        | 37         |
| 1999 | 11.522      | ?           | ?           | 40         | 40         |            | 288                       | 6       |           | 9         | 38         |
| 2000 | 11.412      | ?           | ?           | 37         | 37         |            | 308                       | 6       |           | 8         | 39         |
| 2001 | 11.299      | ?           | ?           | 46         | 46         |            | 245                       | 5       |           | 9         | 38         |
| 2002 | 11.224      | ?           | ?           | 47         | 46         | 1          | 238                       | 7       | 1         | 10        | 38         |
| 2003 | 11.162      | ?           | ?           | 46         | 45         | 1          | 242                       | 5       | 1         | 5         | 38         |
| 2004 | 11.058      | ?           | ?           | 47         | 46         | 1          | 235                       | 5       | 1         | 5         | 38         |
| 2009 | 10.685      | ?           | ?           | 54         | 52         | 2          | 197                       | 8       | 4         | 3         | 39         |
| 2010 | 10.685      | ?           | ?           | 42         | 40         | 2          | 254                       | 1       | 4         | 2         | 38         |
| 2012 | 10.685      | ?           | ?           | 40         | 39         | 1          | 267                       | 1       | 3         | 2         | 38         |
| 2017 | 10.701      | ?           | ?           | 46         | 46         |            | 232                       | 16      | 2         | 2         | 42         |
| 2020 | 11.650      | ?           | ?           | 46         | 46         |            | 253                       | 17      | 2         | 2         | 48         |
| 2022 | 11.112      | ?           | ?           | 38         | 38         |            | 292                       | 20      | 2         | 2         | 49         |